# Тиль, Аньес
Аньес Тиль (фр. Agnès Thill) — французский политик, бывший депутат Национального собрания Франции.

## Биография
Родилась 2 июня 1964 года в Париже. Работала учителем в департаменте Уаза, затем директором школы в Париже. 
Аньес Тиль вступила в Социалистическую партию в 1981 году в возрасте 17 лет и вышла из нее после Реннского Конгресса 1990 года. Она присоединилась к движению «Вперёд!» Эмманюэля Макрона в конце 2016 года, через полгода после его создания.
На выборах в Национальное собрание 2017 г. она стала кандидатом партии «Вперёд, Республика!» по 2-му избирательному округу департамента Уаза и одержал победу, получив 54,7 % голосов во 2-м туре.
В Национальном собрании является членом комиссии по образованию и культуре, в 2017 году выступала за реформу французского трудового законодательства.
В 2019 году во время обсуждения проблемы ВРТ выступила против предоставления помощи по этой программе в рамках государственной системы страховой медицины лесбиянкам и одиноким женщинам. Такая позиция противоречит программе Эмманюэля Макрона, с которой он шел на президентские выборы, что вызвало возмущение отдельных депутатов от движения «Вперёд, Республика!». В июне 2020 года Аньес Тиль за свои высказывания была исключена из парламентской группы движения ВР и приблизительно через год примкнула к фракции Союза демократов и независимых.
На выборах в Национальное собрание в 2022 году она вновь баллотировалась во втором округе департамента Уаза, уже как кандидат от правоцентритского блока, заняла в 1-м туре четвертое место и во второй тур не вышла.

## Занимаемые должности
21.06.2017 — 21.06.2022 — депутат Национального собрания Франции от 2-го избирательного округа департамента Уаза